# Mentalização
Mentalização é um conceito psicológico que descreve a habilidade de compreender o comportamento próprio e de outros através da atribuição de estados mentais. Mentalização pode ser vista como uma forma de atividade mental imaginativa, a qual nos permite perceber e interpretar o comportamento humano em termos de estados mentais intencionais (por exemplo, necessidades, desejos, sentimentos, crenças, metas, propósitos e razões).
Enquanto a teoria da mente tem sido discutida em filosofia pelo menos desde Descartes, o conceito de mentalização emergiu na literatura psicanalítica no final da década de 1960, porém diversificou-se apenas no início da década de 1990, quando Simon Baron-Cohen, Uta Frith, e outros fundiram-na com pesquisas sobre déficits neurobiológicos que se correlacioname com o autismo e a esquizofrenia. Concomitantemente, Peter Fonagy e colegas aplicaram-na à psicopatologia do desenvolvimento no contexto das relações de apego que deram errado. Mais recentemente, vários pesquisadores de saúde mental infantil, tais como Arietta Slade, John Grienenberger, Alicia Lieberman, Daniel Schechter, e Susan Coates têm aplicado a mentalização tanto para a pesquisa sobre paternidade quanto para intervenções clínicas com pais, recém-nascidos e crianças.
Mentalização tem implicações para a teoria do apego bem como para o auto-desenvolvimento. De acordo com Peter Fonagy, indivíduos sem vinculação adequada (por exemplo, devido a abuso físico, psicológico ou sexual), podem ter maiores dificuldades no desenvolvimento de habilidades de mentalização. O histórico do apego determina parcialmente a força da capacidade de mentalização dos indivíduos. Indivíduos com base segura tendem a ter um cuidador primário "mentalizado", o que resulta em capacidades mais robustas para representar os estados de suas próprias mente, bem como a de outras pessoas. Uma exposição prematura à mentalização na infância pode servir para proteger o indivíduo de adversidades psicossociais. 